# Bilal (Pakistan)
Pour les articles homonymes, voir Bilal.
Bilal est une banlieue du nord d'Abbottabad, dans le district d'Abbottabad, dans la province de Khyber Pakhtunkhwa, au Pakistan.
Elle se trouve entre le centre d'Abbottabad et Kakul, où l'Académie militaire du Pakistan est située. Le quartier, essentiellement habité par des personnes de la classe moyenne supérieure, est devenu notoire en 2011 pour avoir abrité le complexe fortifié d'Oussama ben Laden.